# Lamine Diack (calciatore)
Lamine Diack (Dakar, 15 novembre 2000) è un calciatore senegalese, centrocampista del Sion in prestito dal Nantes.

## Carriera

### Club

#### Shkupi
Nato a Dakar, cresce calcisticamente nell'accademia giovanile locale, l'Oslo FA.
Nel 2019 lascia il paese natio per trasferirsi in Macedonia del Nord allo Shkupi, con cui firma un contratto biennale. 
Aggregato in prima squadra, l'11 luglio 2019 debutta con i pëllumbat in occasione della gara dei preliminari di UEFA Europa League contro il P'yownik, pareggiata 3-3; mentre il mese successivo debutta anche in Prva liga contro il Borec.
Durante la sua prima stagione con il club macedone si impone come uno degli elementi chiave della formazione, prendendo parte a 22 delle 23 partite di campionato giocate prima dell'interruzione della stagione a causa della pandemia di COVID-19 e segnando anche una rete, la prima da professionista, contro il Vardar.
La stagione successiva si riconferma uno dei perni della formazione macedone, riuscendo ad andare a segno quattro volte in 30 partite.

#### Tuzlaspor e Ankaragücü
L'11 agosto 2021 viene acquistato a titolo definitivo dai turchi del Tuzlaspor. Dieci giorni dopo debutta in secondo serie turca contro l'Altınordu.
Con 34 presenze su 36 accumulabili in campionato contribuisce al decimo posto finale del club, frutto anche di due gol contro Denizlispor e Gençlerbirliği.
Il 22 luglio 2022 viene acquistato dal Fenerbahçe, tuttavia dopo appena tre giorni viene ceduto all'Ankaragücü, neopromosso in Süper Lig.
L'8 agosto successivo debutta nella massimo serie turca, in occasione di un pareggio a reti inviolate contro il Konyaspor; mentre il 30 ottobre segna la prima rete in maglia giallonera nel 4-1 casalingo ai danni dell'Hatayspor.
Il 4 aprile 2023 segna anche la sua prima rete nella coppa nazionale contro il Trabzonspor, che ha permesso all'Ankaragücü di qualificarsi in semifinale, poi persa contro l'İstanbul Başakşehir.

#### Nantes e prestiti
Il 31 luglio 2023 viene acquistato a titolo temporaneo, con obbligo di riscatto fissato a 2 milioni di €, dal Nantes.
Dopo un periodo di integrazione e adattamento all'interno del mondo gialloverde, il 2 dicembre 2023 debutta in Ligue 1, subentrando a Pedro Chirivella nei minuti finali della gara vinta di misura contro il Nizza per 1-0.
Nel mentre debutta anche con la seconda squadra, tuttavia il suo impiego rimane sempre infimo, motivo per cui il 1º febbraio 2024 viene ceduto in prestito con diritto di riscatto agli statunitensi del Colorado Rapids.
Tornato anticipatamente dal prestito nel giugno 2024, il 30 luglio 2024 fa ritorno in Turchia all'Hatayspor, sempre a titolo temporaneo.
Il 24 luglio 2025 viene mandato in prestito con diritto di riscatto agli svizzeri del Sion.

### Nazionale
Nel 2019, convocato dal commissario tecnico Youssoupha Dabo in nazionale Under-20, prende parte alla Coppa delle nazioni africane di categoria.

## Statistiche

### Presenze e reti nei club
Statistiche aggiornate al 9 marzo 2025.
| Stagione        | Squadra         | Campionato      | Campionato | Campionato | Coppe nazionali | Coppe nazionali | Coppe nazionali | Coppe continentali | Coppe continentali | Coppe continentali | Altre coppe | Altre coppe | Altre coppe | Totale | Totale | Totale |
| Stagione        | Squadra         | Comp            | Pres       | Reti       | Comp            | Pres            | Reti            | Comp               | Pres               | Reti               | Comp        | Pres        | Reti        | Pres   | Reti   |        |
| --------------- | --------------- | --------------- | ---------- | ---------- | --------------- | --------------- | --------------- | ------------------ | ------------------ | ------------------ | ----------- | ----------- | ----------- | ------ | ------ | ------ |
| 2019-2020       | Shkupi          | PL              | 22         | 1          | CM              | 0               | 0               | UEL                | 2                  | 0                  | -           | -           | -           | 24     | 1      |        |
| 2020-2021       | Shkupi          | PL              | 30         | 4          | CM              | 0               | 0               | UEL                | 1                  | 0                  | -           | -           | -           | 31     | 4      |        |
| Totale Shkupi   | Totale Shkupi   | Totale Shkupi   | 52         | 5          |                 | 0               | 0               |                    | 3                  | 0                  |             | -           | -           | 55     | 5      |        |
| 2021-2022       | Tuzlaspor       | 1L              | 34         | 2          | CT              | 1               | 0               | -                  | -                  | -                  | -           | -           | -           | 35     | 2      |        |
| 2022-2023       | Ankaragücü      | SL              | 26         | 2          | CT              | 6               | 1               | -                  | -                  | -                  | -           | -           | -           | 36     | 3      |        |
| 2023-2024       | Nantes 2        | N3              | 1          | 1          | -               | -               | -               | -                  | -                  | -                  | -           | -           | -           | 1      | 1      |        |
| 2023-gen. 2024  | Nantes          | L1              | 1          | 0          | CF              | 0               | 0               | -                  | -                  | -                  | -           | -           | -           | 1      | 0      |        |
| 2024            | Colorado Rapids | MLS             | 4          | 0          | USOC            | 0               | 0               | -                  | -                  | -                  | LC          | 0           | 0           | 4      | 0      |        |
| 2024-2025       | Hatayspor       | SL              | 19         | 0          | CT              | 2               | 0               | -                  | -                  | -                  | -           | -           | -           | 21     | 0      |        |
| Totale carriera | Totale carriera | Totale carriera | 137        | 10         |                 | 9               | 1               |                    | 3                  | 0                  |             | -           | -           | 149    | 11     |        |